# Esino Lario
Esino Lario (/'ezino/ ; Isen en dialecte d'Esino et Esin en dialecte de Lecco) est une commune italienne de la province de Lecco dans la région Lombardie en Italie ; c'est aussi le nom de la localité chef-lieu de cette commune.
La commune fait partie de la Communauté de Montagne du Valsassina, Valvarrone, Val d'Esino et est entièrement située dans le Parc régional de la Grigna septentrionale (it).

## Géographie

### Localisation

Localisation de la commune d'Esino Lario dans la province de Lecco

Esino Lario est situé au nord de l’Italie du Nord, dans les Préalpes de la Lombardie. La commune se situe à l'est du lac de Côme et non loin de la frontière avec la Suisse.

### Géologie et relief
La commune se trouve au début de la petite vallée de Valsassina. Son territoire fait partie de Alpes bergamasques. Il est entièrement montagneux. L'altitude la plus basse est de 554 mètres et son altitude maximum est de 2 410 mètres, au sommet de la Grigna, point culminant de la chaîne des Grigne.
Le sous-sol calcaire est riche en fossiles de l'orogenèse alpine ; il présente une karstification marquée : plusieurs cavités naturelles s'ouvrent sur le territoire de la commune, dont la plus célèbre est la glacière de Moncodeno (it).

### Hydrographie
Du fait du relief local, on trouve plusieurs torrents de montagne. Le principal est le torrente Esino qui se jette dans le lac de Côme et mesure une dizaine de kilomètres de long ; il possède de nombreux affluents : torrente Valle di Pannero, torrente Valle di Grom, torrente Valle di Busagna, torrente di Zirlaca, torrente di Zirlaca, torrente Valle di Gino, torrente Valle dei Menegai, torrente Canaverta, torrente Valle Cagnola, etc.

### Transports

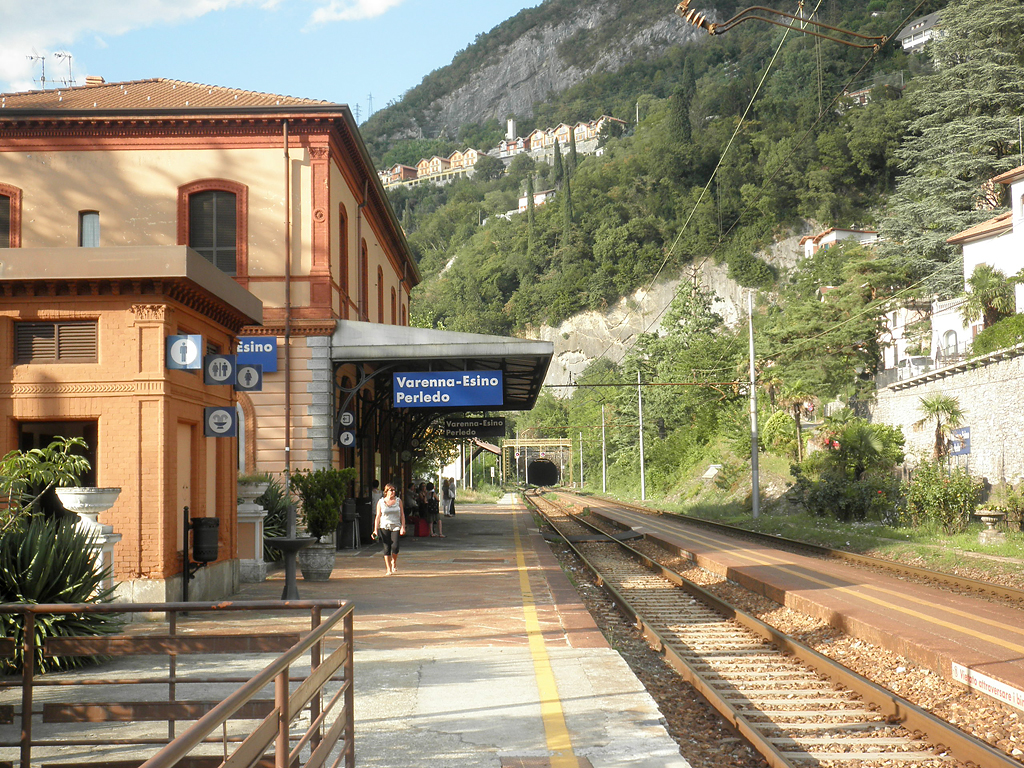
Gare de Varenna-Esino-Perledo

La commune est desservie par la Strada provinciale 65.
La gare la plus proche est celle de Varenna-Esino-Perledo, située à 12 kilomètres sur la commune de Perledo et à la limite de la commune de Varenna. Cette gare est située sur la ligne Tirano–Lecco.
Les aéroports les plus proches sont ceux de la région de Milan : aéroport de Milan Malpensa, aéroport de Milan-Linate et aéroport de Bergame-Orio al Serio.

## Histoire

### Préhistoire et Antiquité
La présence de l'homme sur le territoire communal d'Esino Lario est attestée depuis le Chalcolithique (période de transition entre le Néolithique et l'Âge du bronze). Les premiers vestiges archéologiques d'importances datent du Ve siècle av. J.-C. et témoignent du fait qu'Esino était devenu un point de passage le long d'une voie de communication majeure : celle qui longeait le lac de Côme en passant par Colico. En effet, au niveau de l'actuelle commune, la route ne pouvant continuer le long du lac en raison d'un promontoire rocheux peu praticable entre Mandello del Lario et Bellano, elle remontait depuis Lierna jusqu'à Ortanella (aujourd'hui un hameau de la commune d'Esino Lario) avant de redescendre pour Bellano. Ce territoire commence à devenir un véritable lieu stratégique à partir de l'augmentation des trafics commerciaux (qui voit également apparaître des implantations de guerriers-bergers d'origine celte pour protéger la région) et on retrouve ainsi des vestiges archéologiques tels que de nombreuses tombes et nécropoles celtiques à Esino.
Bien que soumises à l'Empire romain, les tribus et peuples alpins de la région ne lui sont soumis de facto que sous le règne de l'empereur Auguste. Pour se protéger des raids et invasions barbares, les romains édifient alors des limes dans tout le nord de la péninsule italienne. Le château d'Esino, dont il ne reste aujourd'hui qu'une ancienne tour, était à l'époque un des nombreux points de défense de cette fortification. On note également la construction de l'église fortifiée de San Vittorio Martire qui daterait de l'époque romaine.

### Moyen Âge
Après la chute de l'Empire Romain, l'Italie du Nord est successivement envahi par les Hérules dirigés par Odoacre, par les Ostrogoths du roi Théodoric le Grand et par les Byzantins. Au milieu du VIe siècle, les Lombards arrivent en Italie par la région du Frioul et, en 569, ils prennent la ville de Milan. Un contingent de byzantins, commandé par le magister militum Francione, se retire sur les hauteurs au-dessus du Lac de Côme, plus précisément dans la zone du Lario où se situe Esino Lario. La région reste à l'écart des évènements belliqueux pendant 20 ans lorsque, assiégés par les Lombards, les byzantins se résolvent à se réfugier sur l'île Comacina avant de se rendre au bout de 6 mois. La zone est donc conquise par le roi lombard Authari qui y établit des centres militaires des peuples francs d'Austrasie. Quand la reine Théodelinde de Bavière arrive au pouvoir, elle cherche à convertir les populations lombardes, à l'époque ariennes (courant de pensée des débuts du christianisme), au catholicisme. De nombreux sanctuaires sont ainsi construits comme l'église Saint-Pierre, chapelle romane à Esino Lario dans le hameau d'Ortanella.
Lorsque les Carolingiens s'emparent du nord de l'Italie, la situation féodale reste approximativement identique mis à part que les ducs lombards sont remplacés par des comtes francs. Dans la seconde moitié du IXe siècle, le territoire d'Esino Lario est englobé dans le comté de Lecco (le comitato di Lecco). Le comté est lui-même divisé en pièves ecclésiastiques et Esino est rattaché à la piève de Varenna. la région du lac de Côme reste pourtant soumise à de nombreuses invasions de tribus d'origine hongroise qui ne sont finalement chassées sous le règne de l'empereur Otton Ier du Saint-Empire.
Le dernier comte de Lecco, Ottone, meurt sans héritiers aux alentours de l'an mille et la région passe donc sous la domination de l'archevêque de Milan. Pour mieux diriger son archidiocèse, il le divise en sous-fiefs qu'il donne à des familles nobles locales. Le village d'Esino ainsi que ceux de Valsassina et Perledo échouent à la famille Della Torre. Entre 1117 et 1127, une guerre d'une décennie a lieu qui voit s'affronter les villes de Milan et de Côme. Durant celle-ci, Esino est partiellement détruite.
À la fin du XIIe siècle, le nord de l'Italie se fractionne en communes libres (indépendantes de facto). Esino fait alors partie de la commune de la Valsassina, dirigée par des consuls puis par des podestats. Dans les mêmes années, l'empereur Frédéric Barberousse prend la ville de Milan et la région du lac de Côme. Il fait ainsi raser les maisons de l'île Comacina et les habitants sont obligés de se réfugier à Varenna et à Esino Lario. Barberousse est finalement chassé d'Italie mais son petit-fils Frédéric II retente sa chance et par combattre les milanais. Pagano Della Torre, seigneur d'Esino, porte secours aux soldats milanais qui se réfugient ainsi dans la zone du Lario. Pour le remercier, Pagano Della Torre est nommé Capitaine du Peuple de Milan. Or, à l'époque fait rage une guerre entre guelfes et gibelins et Pagano est un guelfe (c'est-à-dire qu'il soutient la papauté). Le Lario, qu'il possède, est alors conquis par la famille Visconti, d'appartenance gibeline (c'est-à-dire loyale au Saint-Empire romain germanique).

### Temps modernes
Au début du XVe siècle, la république de Venise mène une politique d'expansion à l'intérieur des territoires nord-italiens. Elle cherche ainsi à envahir une partie du duché de Milan, dirigée par la famille Visconti et dont Esino Lario fait partie. En 1450, la famille Sforza hérite du duché et décide de continuer la guerre contre Venise qui entre-temps s'est emparée de Valsassina et d'une partie du lac de Côme. Seul des anciennes communes libres comme Esino sont restées fidèles à Milan. Le 22 janvier 1453, le village d'Esino Lario doit ainsi repoussé une violente attaque vénitienne. La guerre de Lombardie ne se termine qu'en 1454 et il s'ensuit une période de développement économique durant laquelle Esino devient un lieu de production de charbon.
La relative période de paix que connaissent les villages du bord du lac de Côme est troublée par les desseins du condottiere Gian Giacomo de Médicis qui cherche à se constituer une principauté dans le Lario mais il sera finalement battu par le duc François II Sforza. Ce-dernier meurt par ailleurs sans héritiers en 1535 et le duché de Milan devient une possession du royaume d'Espagne. En 1565 et en 1582, le village d'Esino reçoit à deux reprises la visite de l'évêque Charles Borromée qui sera canonisé. À partir de 1630, la peste fait rage dans la région et Esino déplore cinquante morts. Dans la seconde moitié du XVIIe siècle, la Valsassina ainsi qu'Esino deviennent un fief de la famille Monti.
Au XVIIIe siècle, la Lombardie est annexée à l'empire d'Autriche après la guerre de Succession d'Espagne. Pourtant, en 1797, elle est conquise par les armées napoléoniennes et devient d'abord la République cisalpine avant d'être incluse dans la République italienne en 1802 puis dans le royaume d'Italie en 1805. En 1815, elle est finalement reprise par les Autrichiens qui créent le royaume de Lombardie-Vénétie.

### Depuis 1860

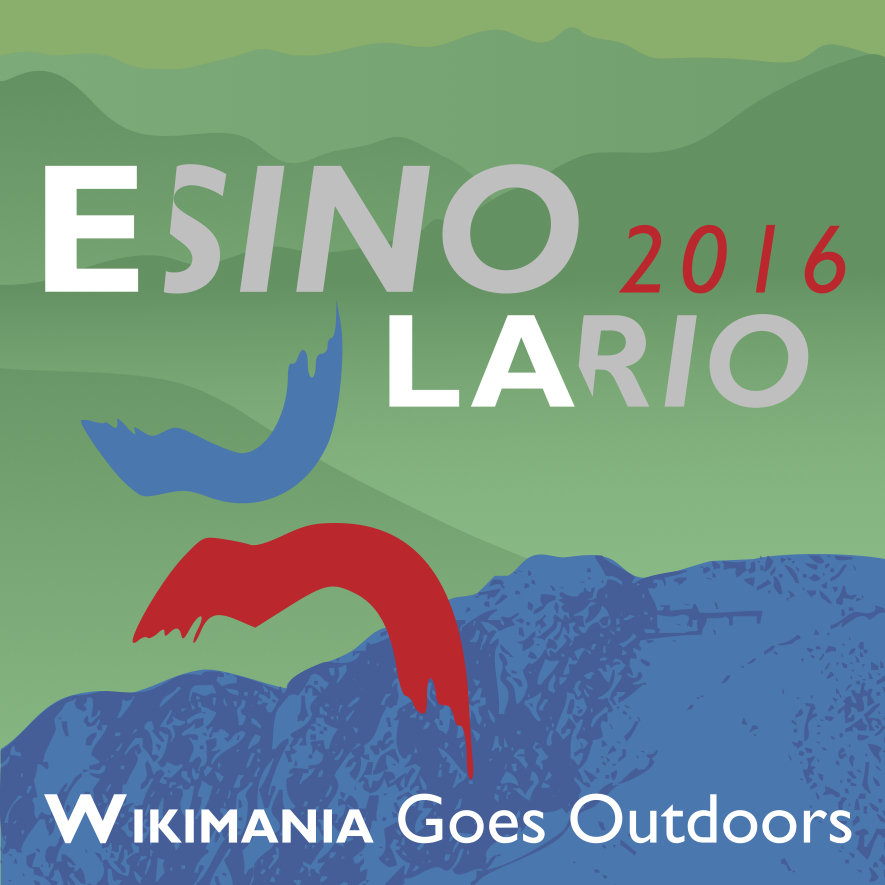
Logo pour Wikimania 2016

Pendant la Première Guerre mondiale, 125 soldats de Esino sont morts, dont quatre ont été décorées avec des médailles d'argent et trois de bronze à la valeur militaire. Après la guerre, en 1925, l'économie locale a été dynamisée par la construction d'une route agro - sylvo - pastorale (Strada agro-silvo-pastorale).
En 1927 La commune d'Esino Lario est créée, résultat de la fusion des communes d'Esino Inferiore et d'Esino Superiore. En 1930, le cimetière actuel a été construit.
La Seconde Guerre mondiale a vu des faits d'armes s’apparentant à de la guerre civile entre les partisans et les soldats de la République sociale. En effet dès le 10 septembre 1943, la guerre civile se déchaîne en Italie, avec son cortège de violences de toutes natures. Elle se manifeste, au vu de la coexistence de deux lois sur un même territoire (la loi de la RSI et la loi de la résistance), de part et d'autre, par le retour à la pratique du banditisme. Le 27 avril, Mussolini est arrêté est arrêté à Dongo, à quelques kilomètres d'Esino Lario par des partisans et exécuté à proximité le lendemain, sur l'ordre du CNL de Haute-Italie, en compagnie de sa maîtresse, Clara Petacci.
En 1957, Esino Lario est relié à Ortanella et en 1958, la route du lac de Côme est élargie et pavée. L'aqueduc réalisé entre 1950 et 1967 est inauguré en 1975. La première station de traitement des eaux usées est réalisée en 1974, et en 1975 l'hôtel de ville est rénové .
Esino Lario a été choisi pour accueillir la Wikimania de juin 2016.

## Administration
| Période                                  | Période | Identité                 | Étiquette             | Qualité                    |
| ---------------------------------------- | ------- | ------------------------ | --------------------- | -------------------------- |
|                                          |         | Giulio Nasazzi           |                       |                            |
| 1956                                     | 1975    | Pietro Pensa (1906-1996) |                       | Ingénieur et alpiniste     |
| 1975                                     | 1980    | Giuseppe Bertarini       |                       |                            |
| 1980                                     | 1990    | Carlo Maria Pensa        | Démocratie chrétienne |                            |
| 1990                                     | 1999    | Giovanni Grosso          | Démocratie chrétienne |                            |
| 1999                                     | 2006    | Costante Grassi          |                       |                            |
| 2009                                     | 2014    | Giovanni Dell'Era        |                       |                            |
| 2014                                     | 2015    | aucun                    |                       |                            |
| 2015                                     |         | Pietro Pensa             |                       | Petit-fils de Pietro Pensa |
| Les données manquantes sont à compléter. |         |                          |                       |                            |

### Hameaux
La commune comprend quelques hameaux (frazioni) et écarts, dont Bigallo et Ortanella, respectivement au sud et au sud-ouest du bourg d'Esino.

## Économie

### Agriculture
La principale activité économique de Esino Lario est liée à l'exploitation de la forêt de hêtre et charme. Esino Lario faisait partie de la « squadra dei monti », un groupe de communes et territoires des Grigne qui fournissait du charbon de bois pour la production de fer en Valsassina. Les forêts appartiennent à la commune et sont partagés entre les résidents et partiellement transmis par droit héréditaire. La fin de l'extraction du fer a mis fin à l'activité charbonnière.

### Tourisme
Le tourisme prend son essor à Esino Lario à la fin du XIXe siècle quand l'abbé Stoppani et les premiers géologues s’intéressent aux fossiles des  Grigne.
Le tourisme devient la principale activité économique du pays à partir des années 1970 avec la diffusion de la renommée de Esino Lario  distingué comme « La Perla delle Grigne » (La perle des Grigne). Dans les années 1970, les présences estivales sont estimées à 12 000, nécessitant des investissements supplémentaires comme l'aqueduc de la Valsassina. L'implantation de stations de ski permet de conserver le flux touristique pendant la période hivernale.
Au cours des années 1990, l'activité touristique décline et bon nombre de structures d'accueil finissent par fermer. Les chutes de neige sont insuffisantes et provoquent la fermeture des pistes dont il n'en reste qu'une seule gérée par une association.
Les vestiges et pièces archéologiques du territoire ainsi que des pièces rares de fossiles sont conservés au Museo delle Grigne.
La culture et le folklore influencent encore fortement les us et coutumes locales. Ainsi a été créé l'« Ecomuseo delle Grigne », reconnu comme entité culturelle par la région Lombardie en juin 2009
.

## Culture et patrimoine

### Lieux et monuments

#### Architecture religieuse
- L'église paroissiale Saint-Victor, dédiée à Victor de Milan († 303), dit « le Maure »,
- L'église Saint-Jean située à Esino Inferiorie,
- L'église oratoire Saint-Nicolas et son monument aux morts,
- L'église Saint-Pierre à Ortanella,
- Le Chemin de croix d'Esino (Via Crucis).
- Plusieurs chapelles.

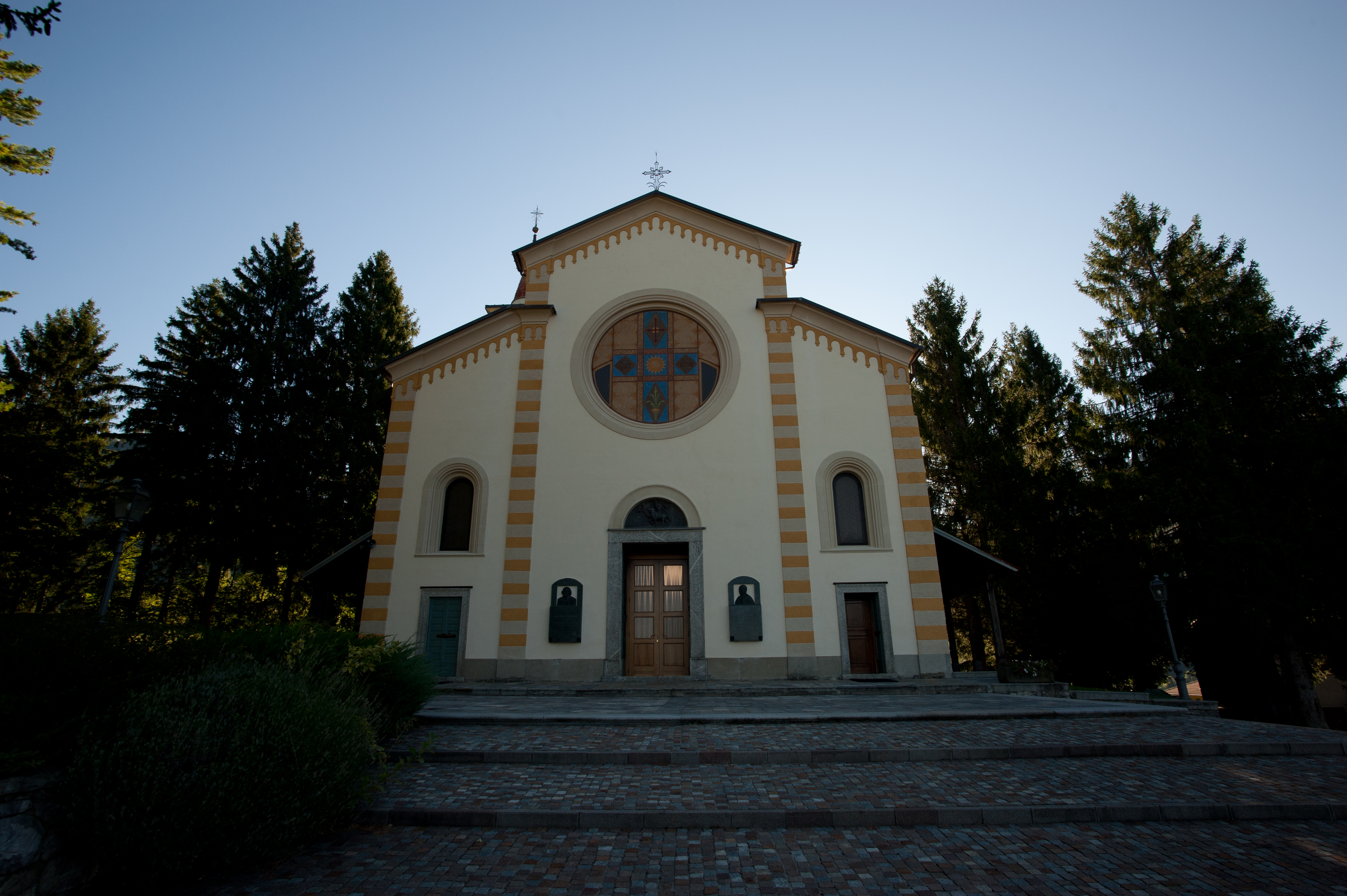
Façade principale de l’église Saint-Victor.
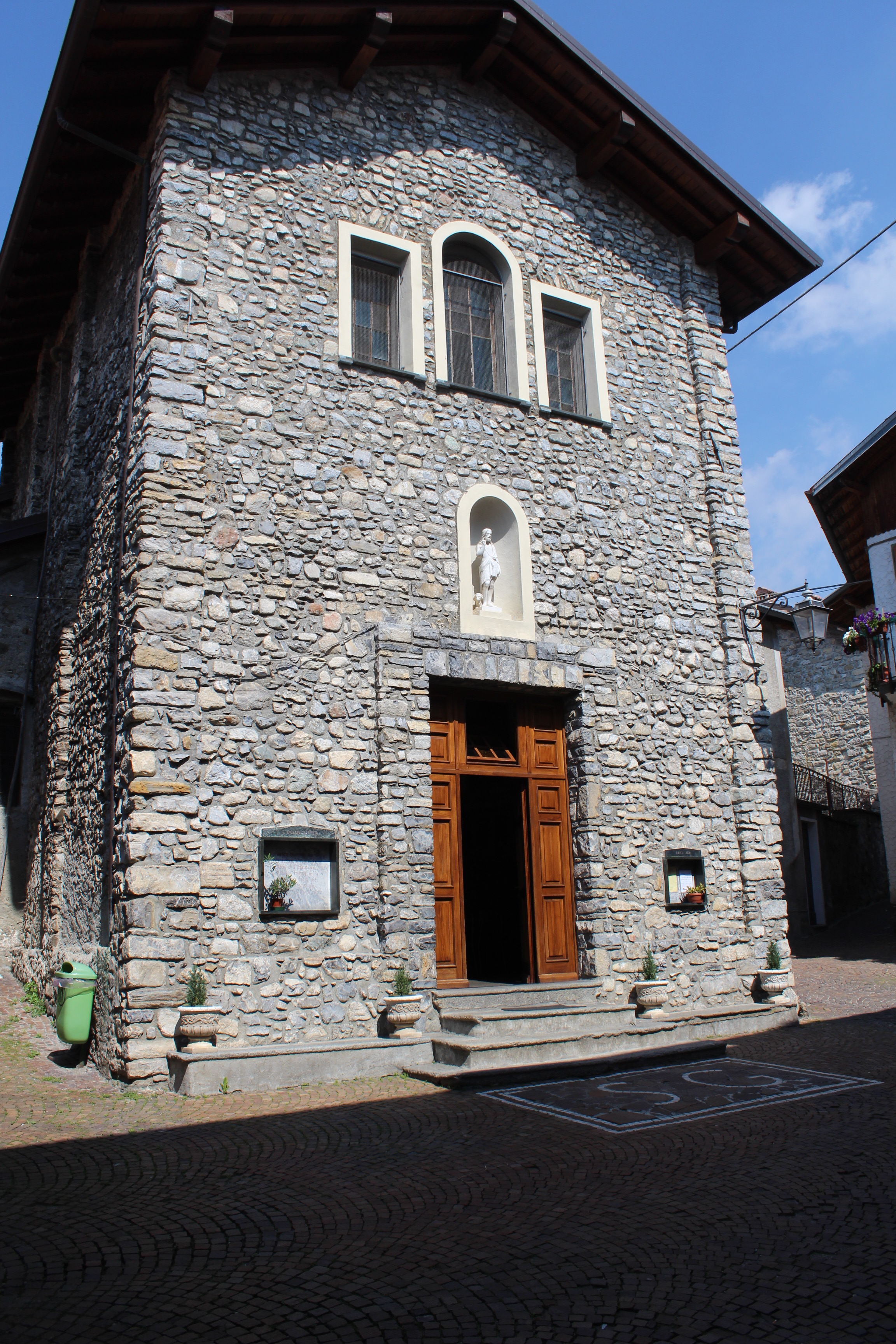
Église Saint-Jean.
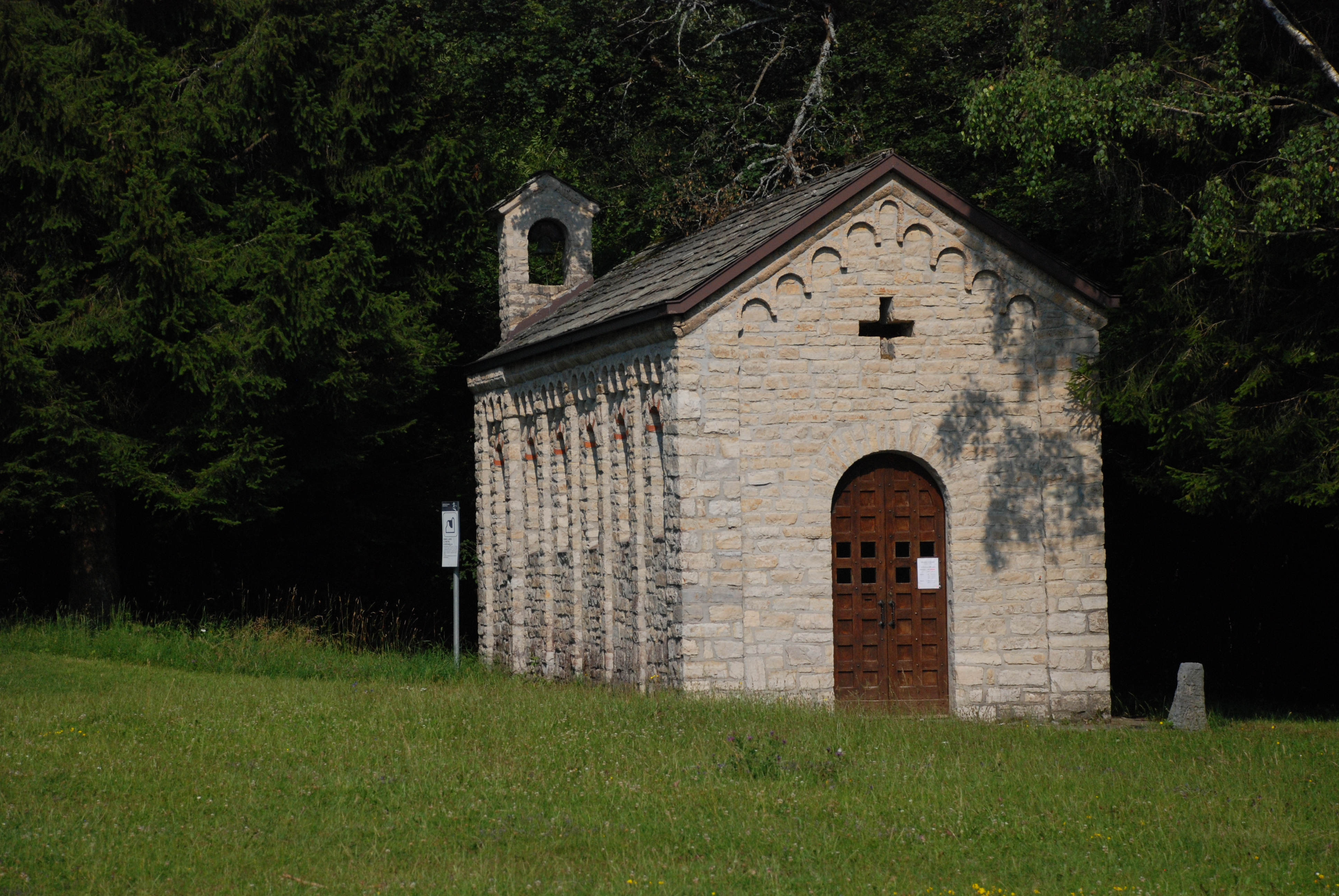
Église Saint-Pierre.
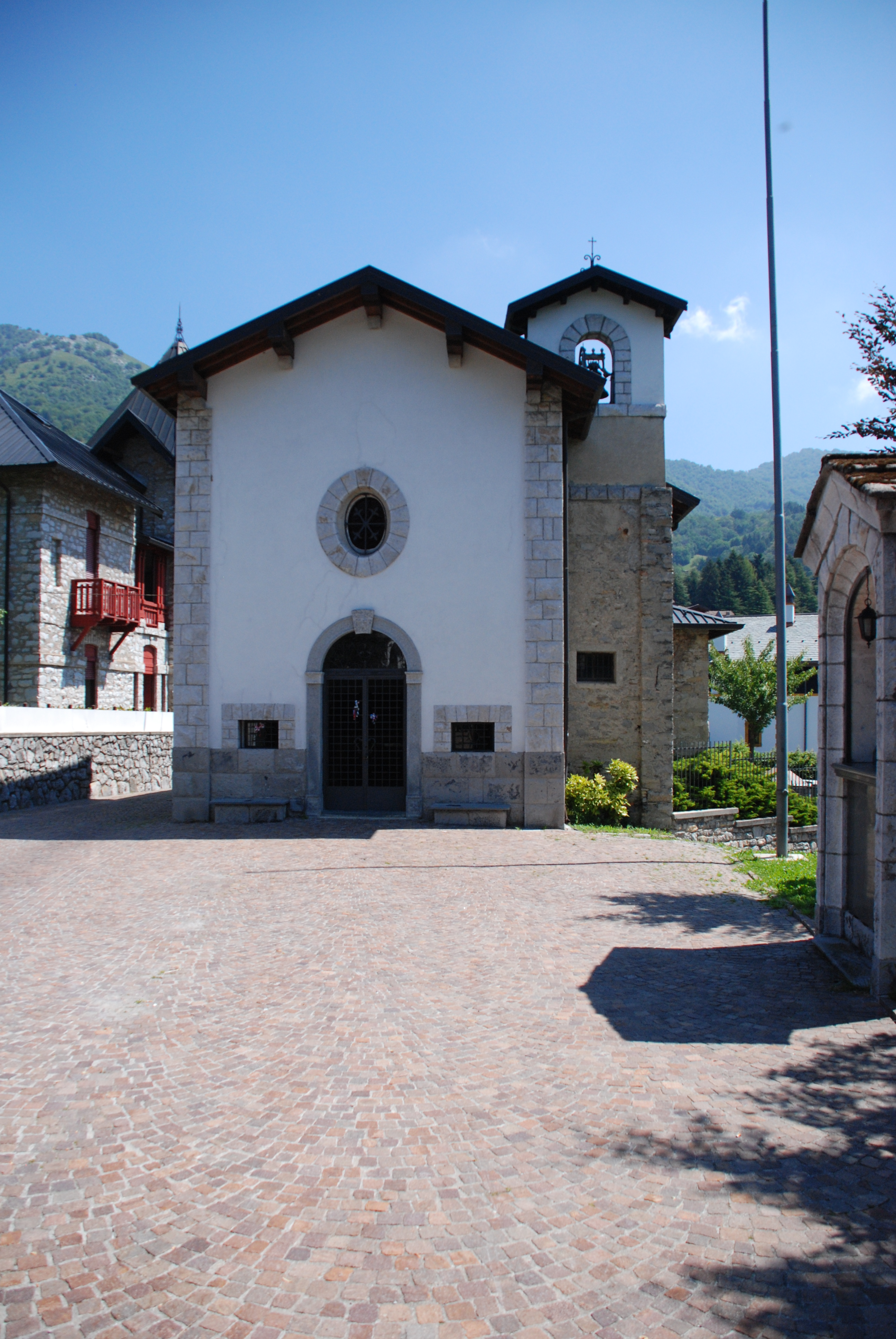
Église oratoire Saint-Nicolas.
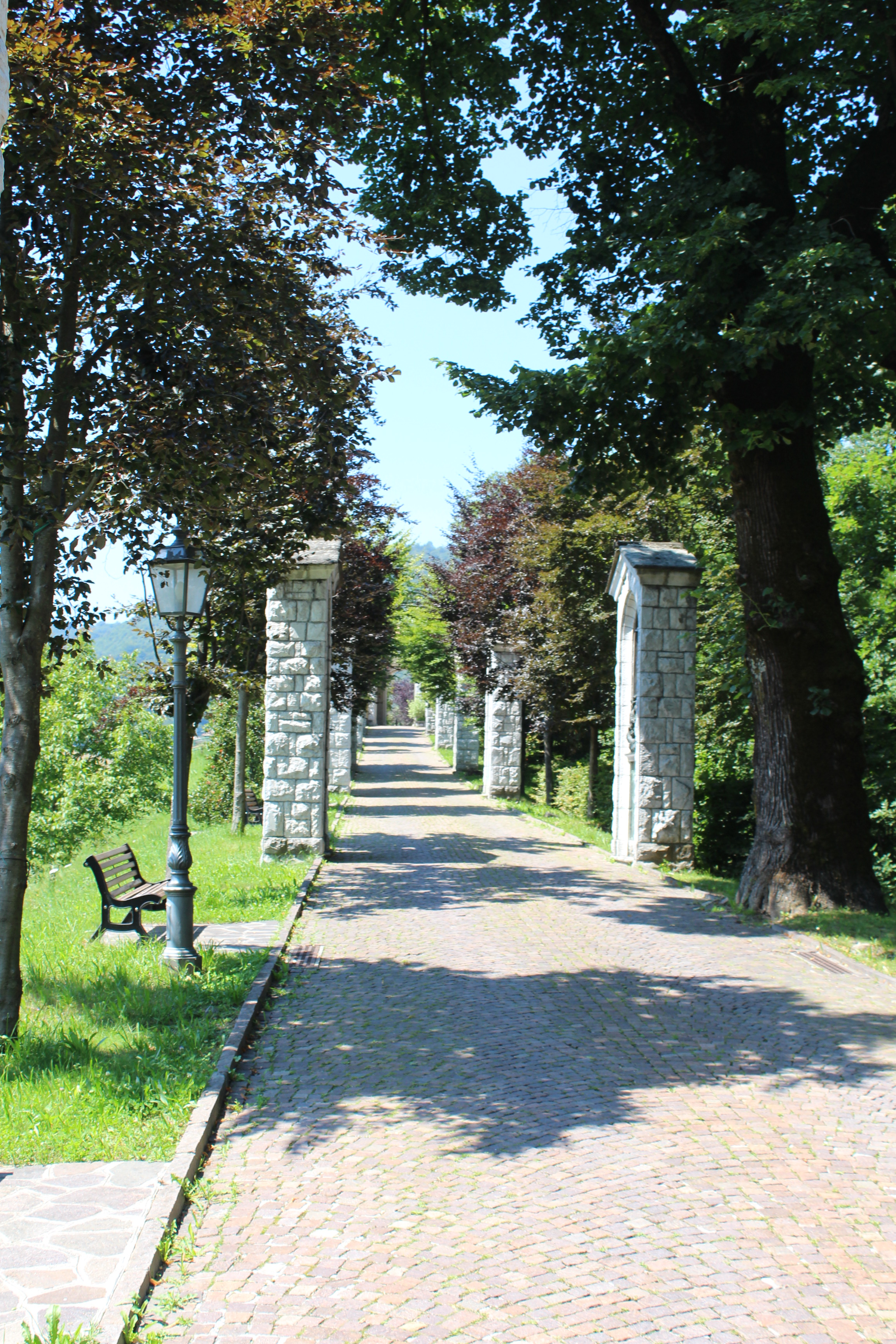
La Via Crucis.

#### Architecture civile
- La tour romaine dite Torre di Esino située au nord du bourg[14].
- La mairie d'Esino Lario (municipio di Esino).
- Villa Gilera (également Villa Ida ou Villa Gigi) : son histoire commence en 1917 lorsque le docteur Krenzlin suggère à l'entrepreneur Giuseppe Gilera (it) (1887-1971), blessé lors d'un accident en moto, de se retirer quelque temps à Esino pour son air pur. Il vit ainsi dans la Villa Ida (du nom de sa femme) jusqu'à sa mort en 1971 en restant très actif dans les affaires du village (il fondera en 1934 la Société coopérative hydroélectrique de la Vallée d'Esino Lario et, en 1943, il convainquit un colonel nazi de la SS de ne pas déporter plusieurs habitants d'Esino)[15].
- Villa Clotilde (ou Villa Cazzaniga) : construite par la famille Cazzaniga, elle fut achetée par l’État et devint d'abord le Centre culturel d'Esino Lario puis le siège du Musée des Grigne.
- Villa Acquali.
- Villa Luzzani : nommée ainsi d'après son premier propriétaire, Pietro Luzzani Rebaj.
- Villa Barandelli.
- Villa Confalonieri.
- Villa delle Marcelline : le premier propriétaire de la villa en fit don aux religieuses de Sainte-Marcelline au début des années 1930.
- Villa Rogo.
- Villagio Riva : construit entre 1936 et 1942 par Bernardino Riva, le futur premier maire d'Esino Lario à la fin de la Seconde Guerre mondiale.
- Villa Santopietro : la plus ancienne villa d'Esino Lario.
- Villa Silva : en face de la Villa Clotilde, elle fut construite dans les années 1930 et est la première villa d'Esino à posséder un court de tennis.
- Villa Minuccia (anciennement Villa Vedani) : construite par l'architecte Mino Fiocchi (it) (1893-1983) et décorée par Michele Vedani (it) (1874-1969), sculpteur et premier propriétaire de la maison. On y retrouve par exemple la sculpture de la Madonna dei Ciclamini.

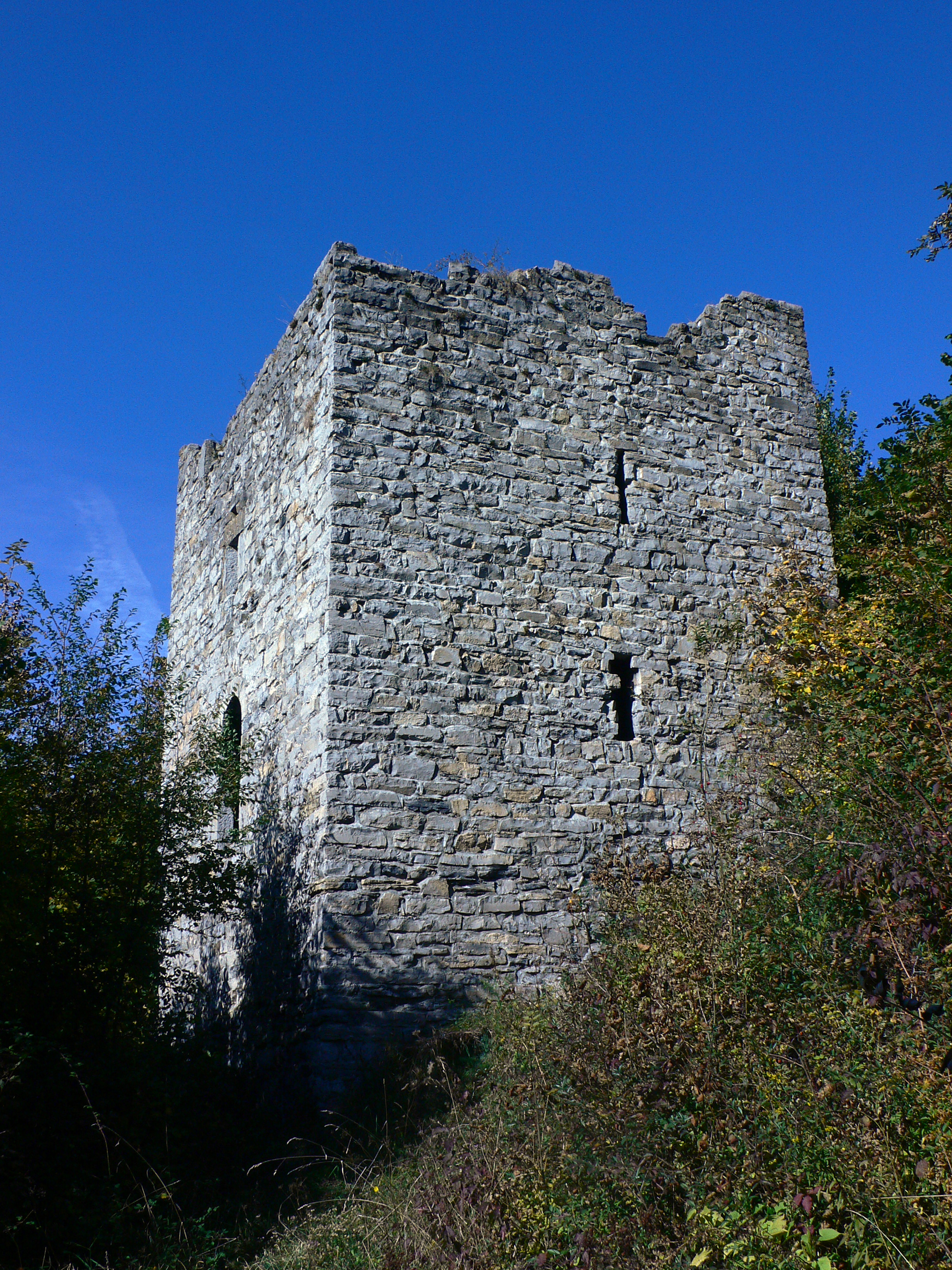
Tour romaine.
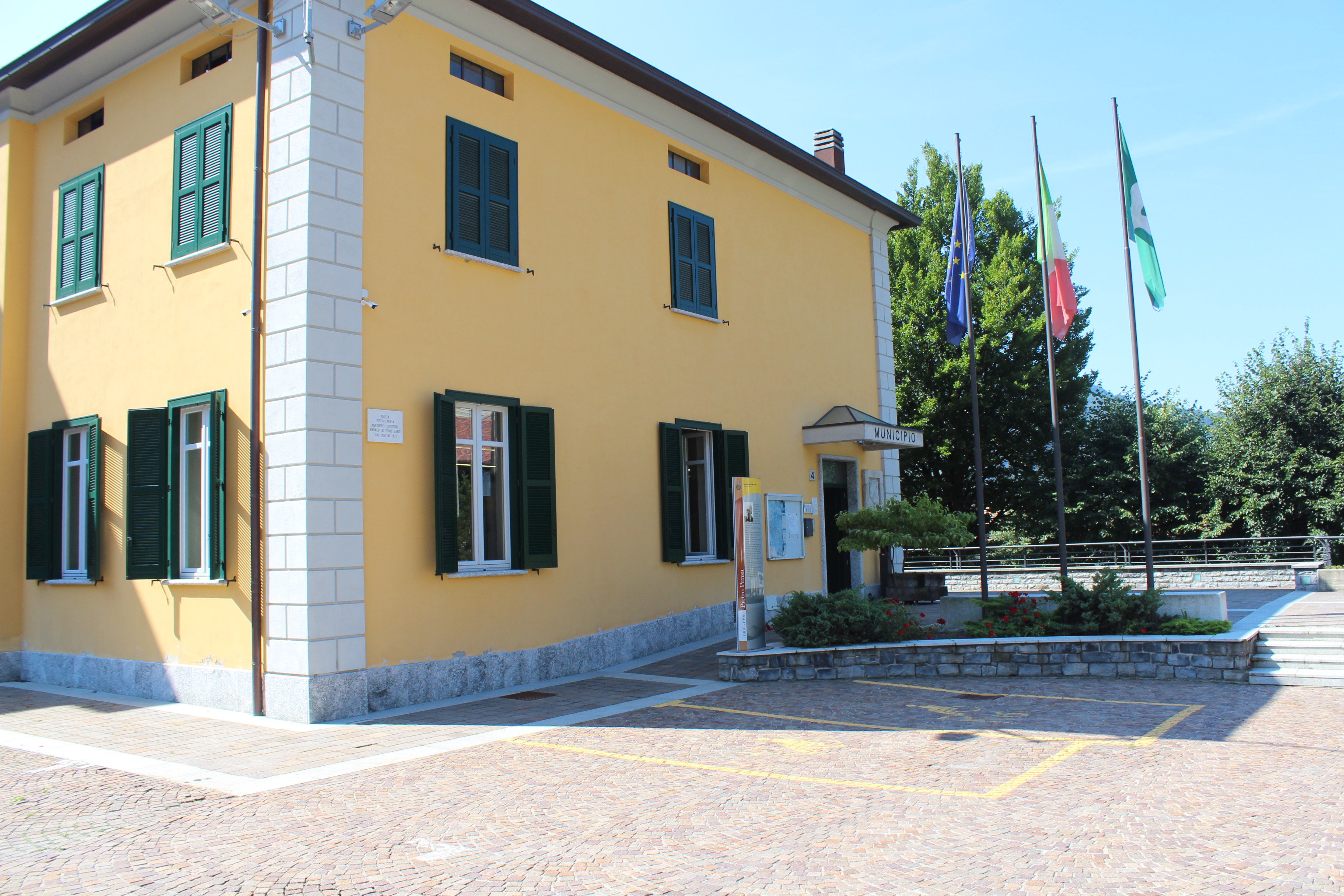
La mairie d'Esino.
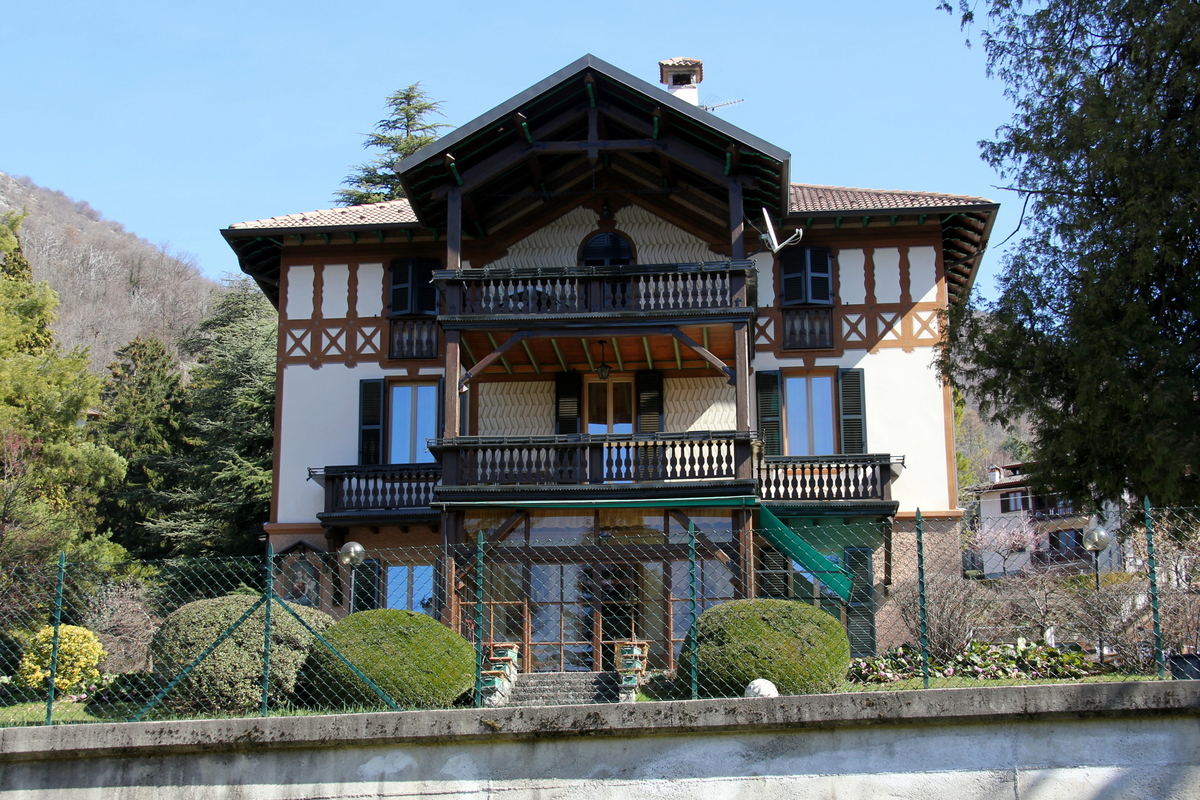
La Villa Gilera.
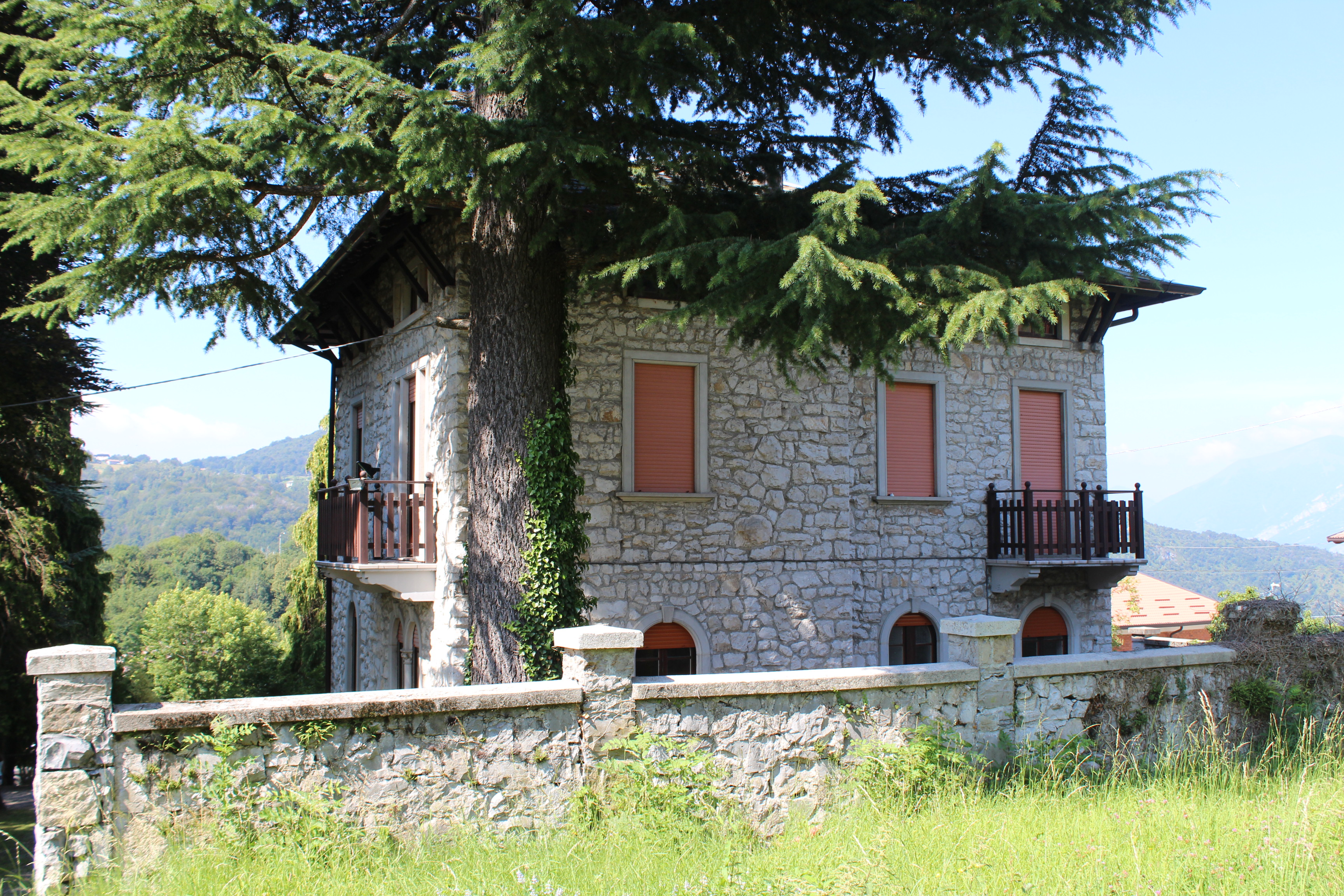
La Villa Clotilde.
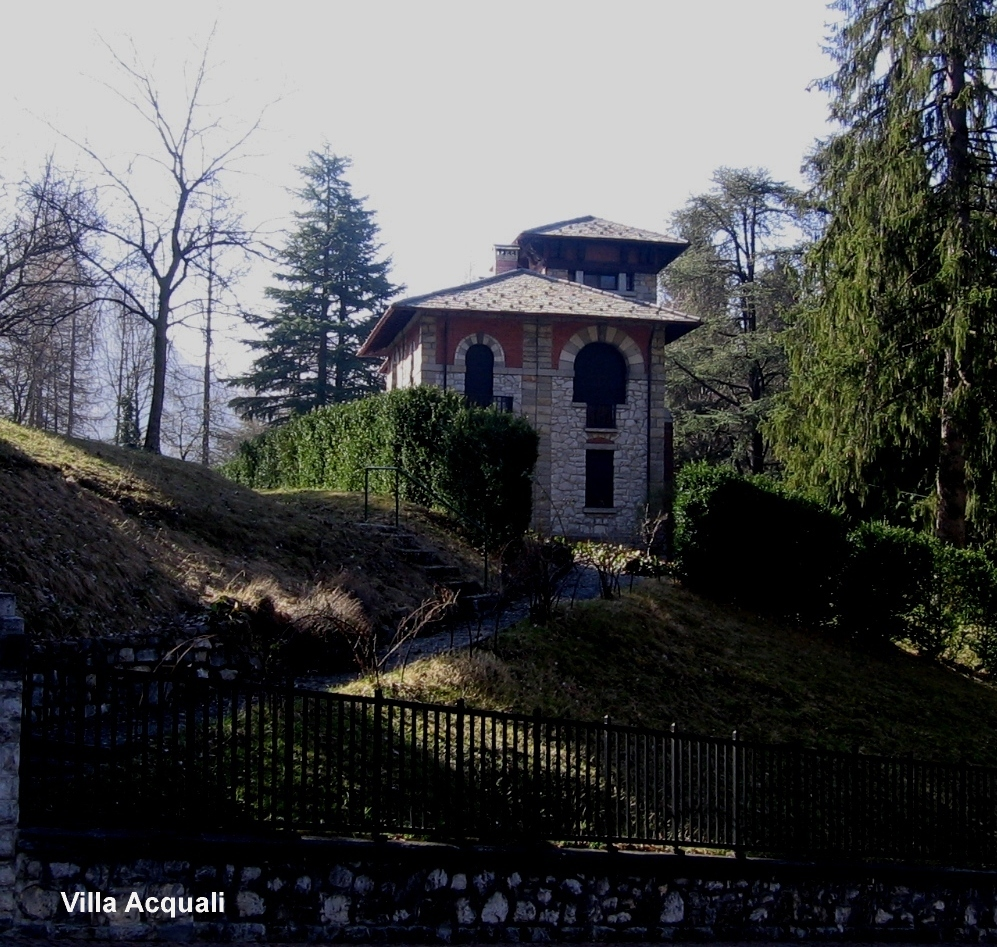
La Villa Acquali.
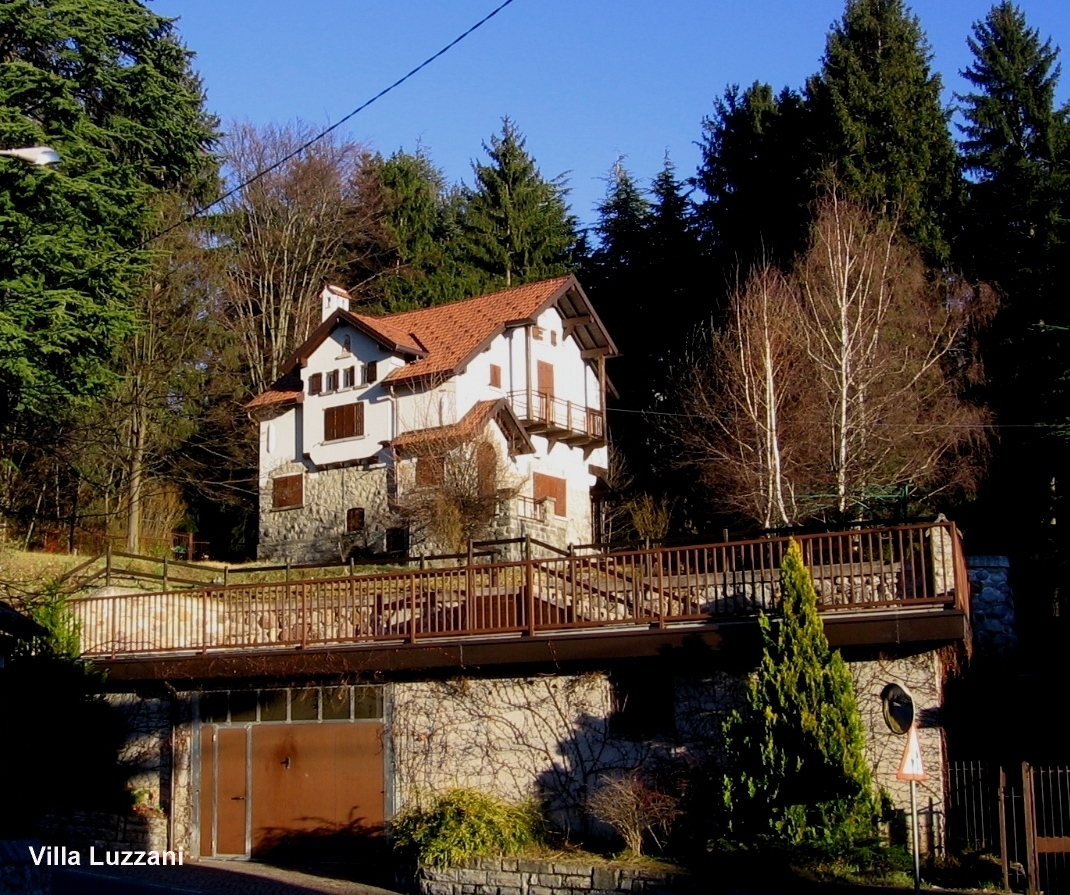
La Villa Luzzani.
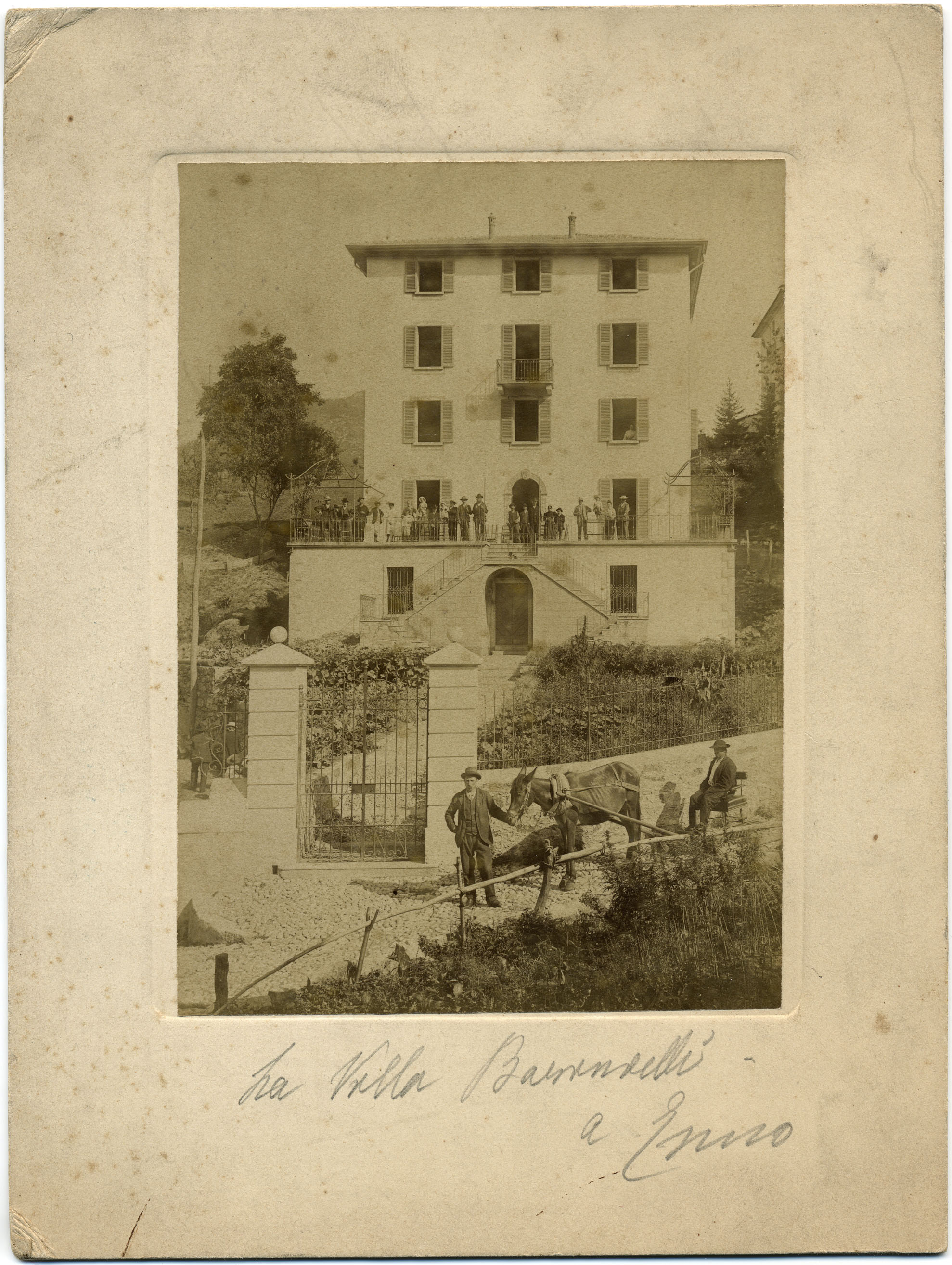
La Villa Barandelli.
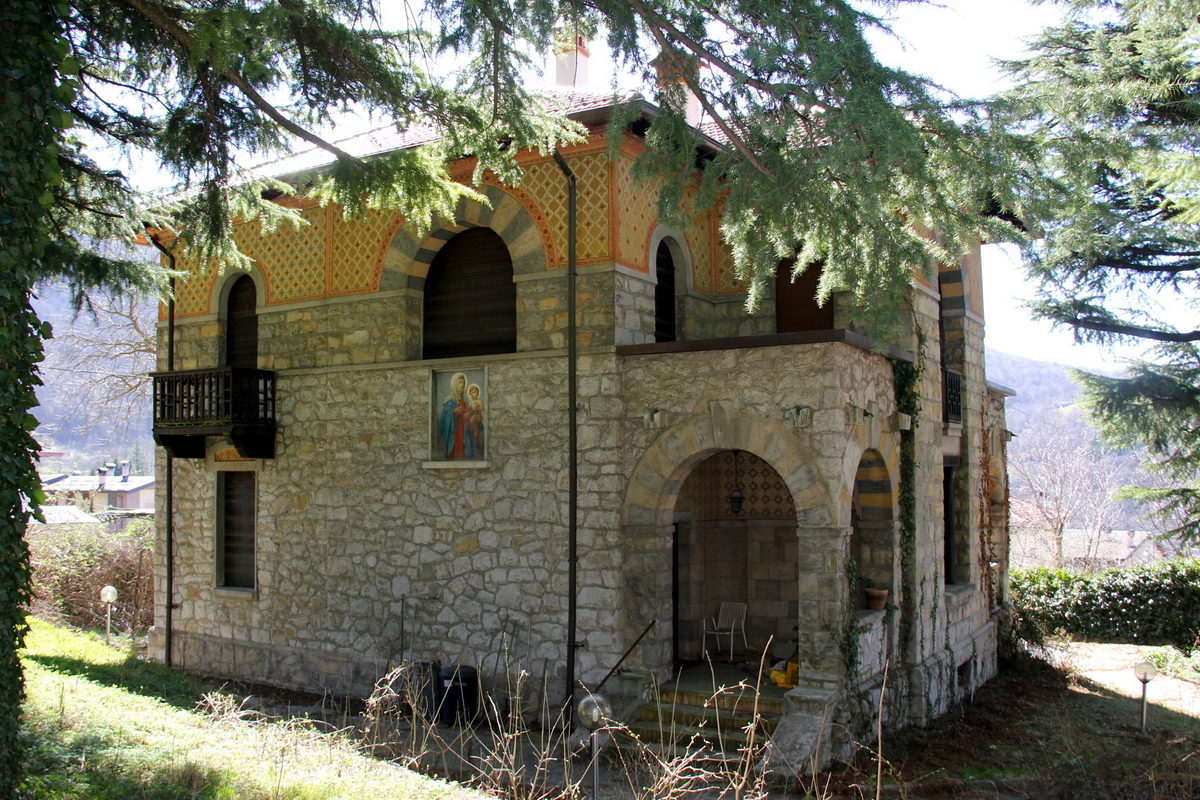
La Villa Confalonieri.
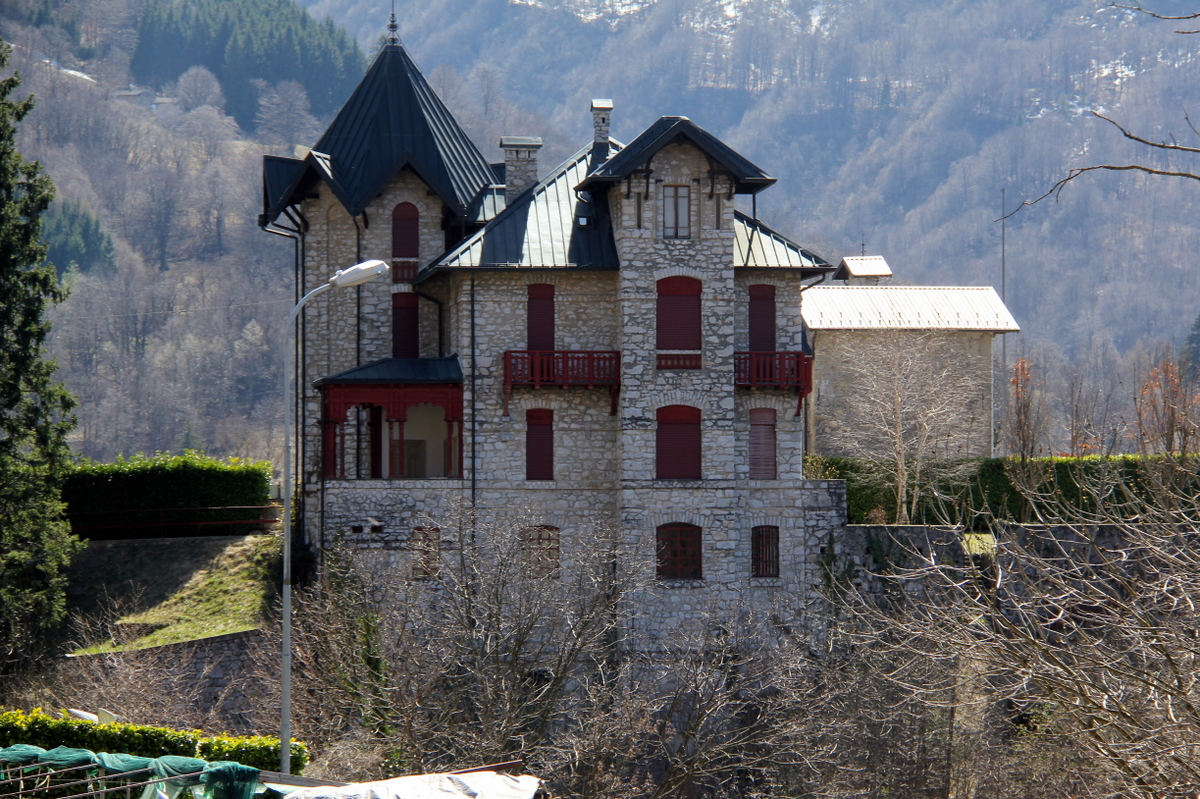
La Villa delle Marcelline.
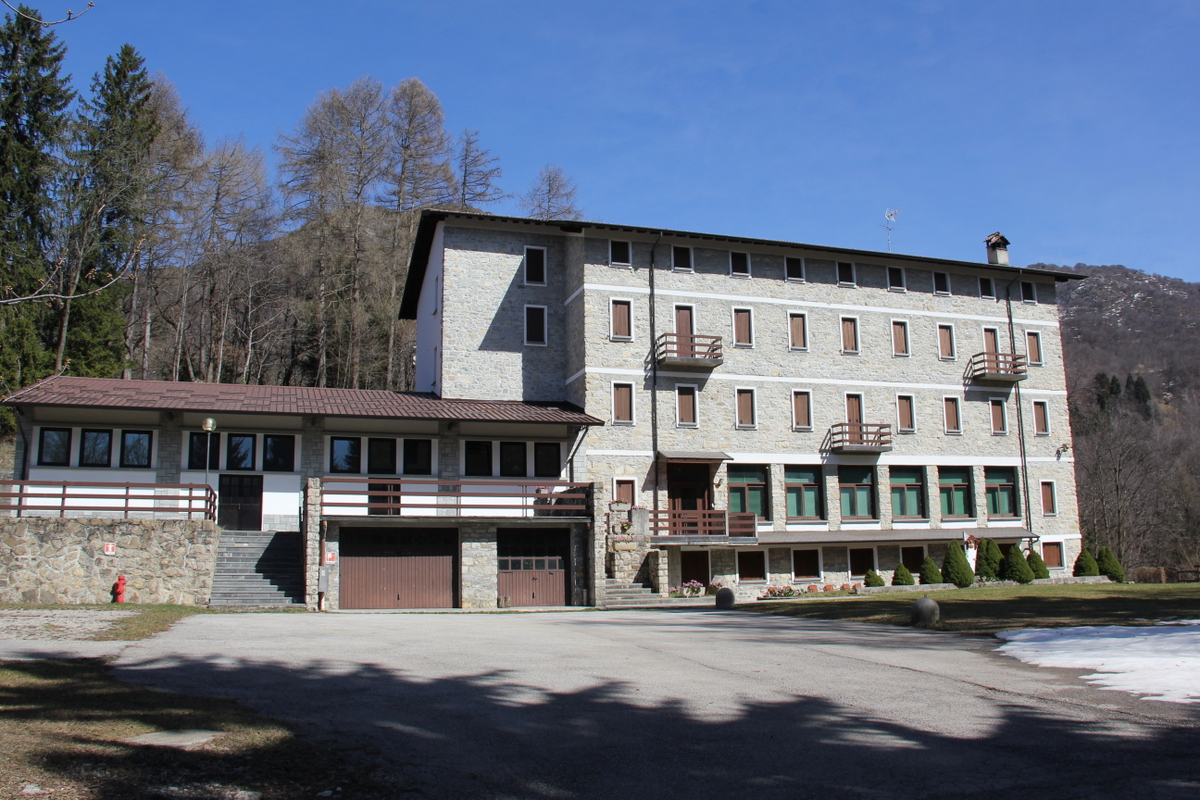
La Villa Rogo.

##### Musée des Grigne
Le Musée des Grigne (it) d'Esino Lario est le premier musée local dans la province de Côme, créé dans les années trente par le prêtre Don Giovanni Battista Rocca afin de faire connaître au public l'histoire de la commune. Le musée présente l'homme et son environnement, de ses origines jusqu'à aujourd'hui.
Les collections sont organisées en trois sections distinctes, consacrées à la géologie, l'étude de la flore et de la faune et l'histoire locale. Le Musée des Grigne préserve la culture locale, pour permettre aux visiteurs d'apprendre l'histoire et la géologie de leur région et de garder vivante la mémoire des origines, des traditions, de la culture de la population résidente.

#### Patrimoine naturel
- Grotte de la Glacière du Moncodeno.
- Grotte de Cainallo.
- Grotte de Canova.
- Bloc erratique d'Esino (aussi appelé masso delle streghe, c'est-à-dire rocher des sorcières)[16].

### Fêtes et foires
La peur de l'inconnu, les croyances religieuses, la nature sauvage des lieux ont produit, dans le passé, des légendes à raconter pendant les longues soirées d'hiver : histoires à but pédagogique et moral, les « méchants » devant faire suffisamment peur pour obliger la population à avoir un bon comportement.

### Éducation
- École maternelle
- École primaire

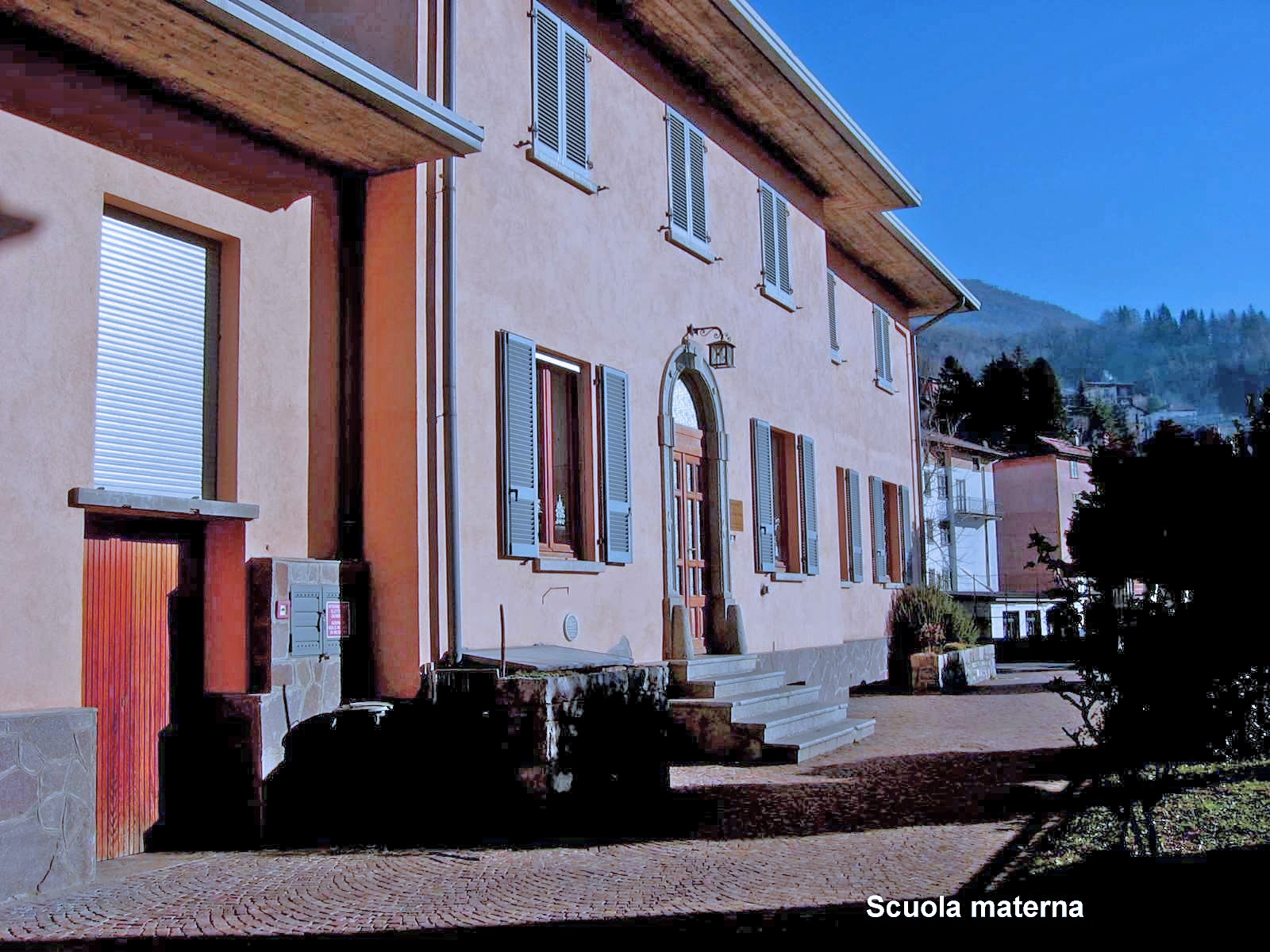
Façade de l’école maternelle.
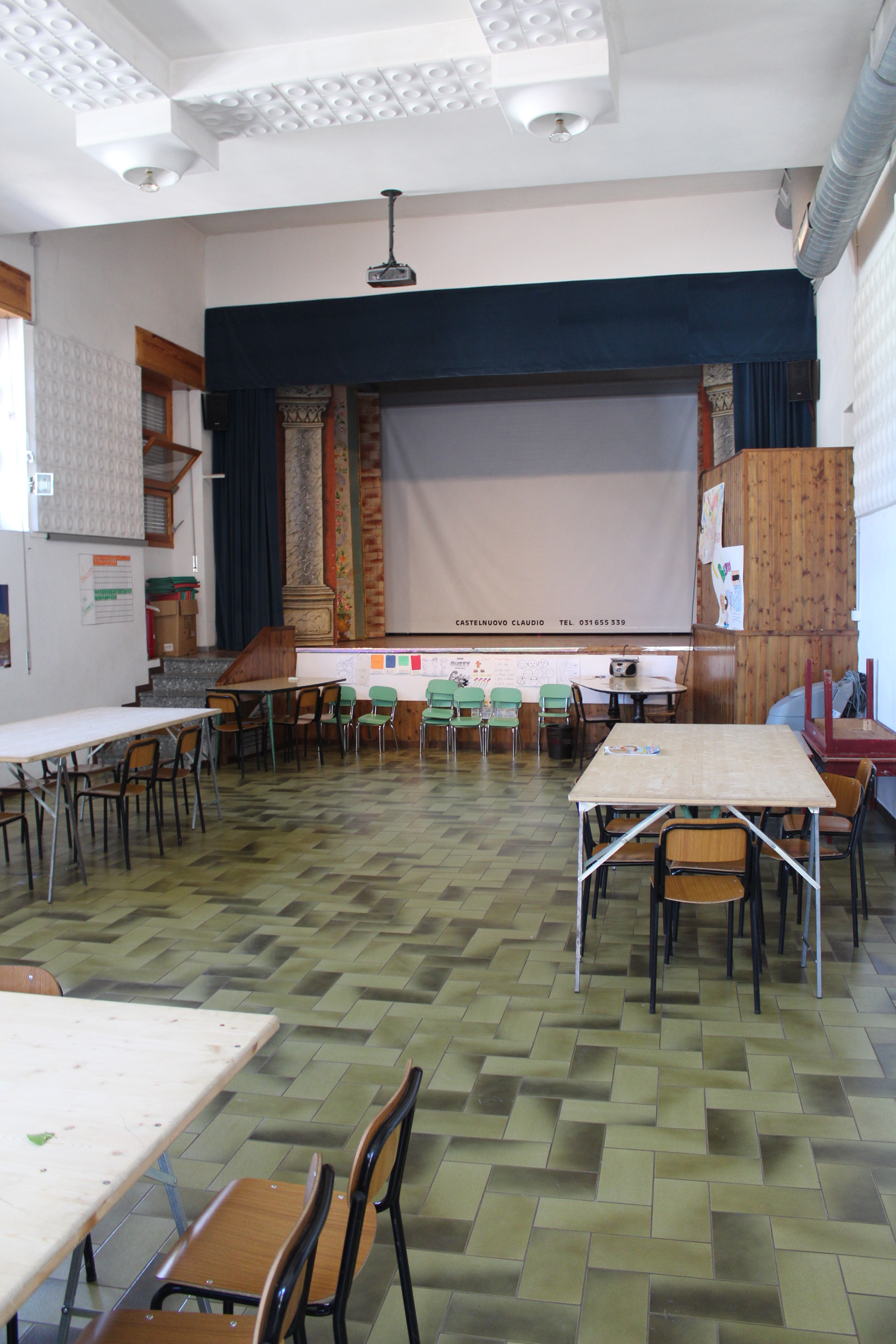
Salle de théâtre de l’école maternelle.
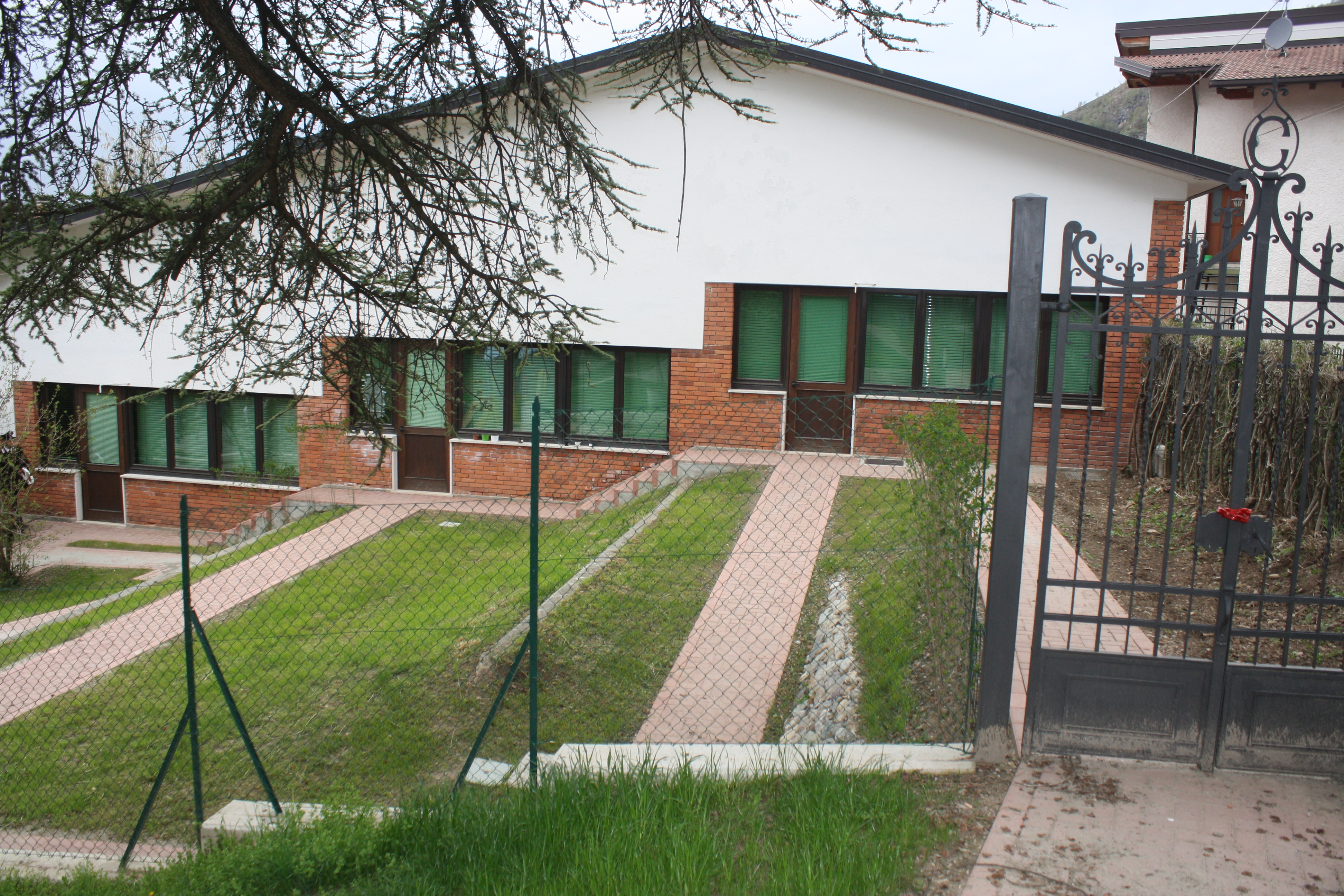
La façade de l’école primaire.
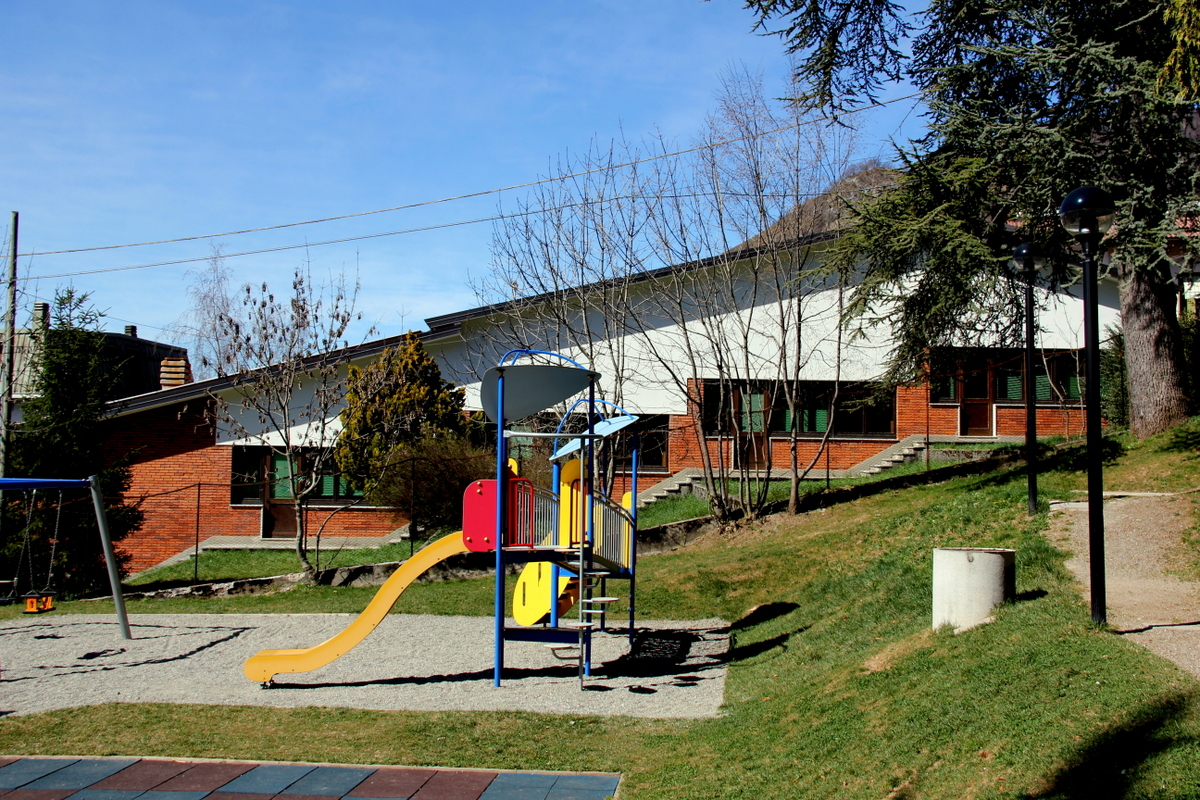
L'aire de jeux de l’école primaire.
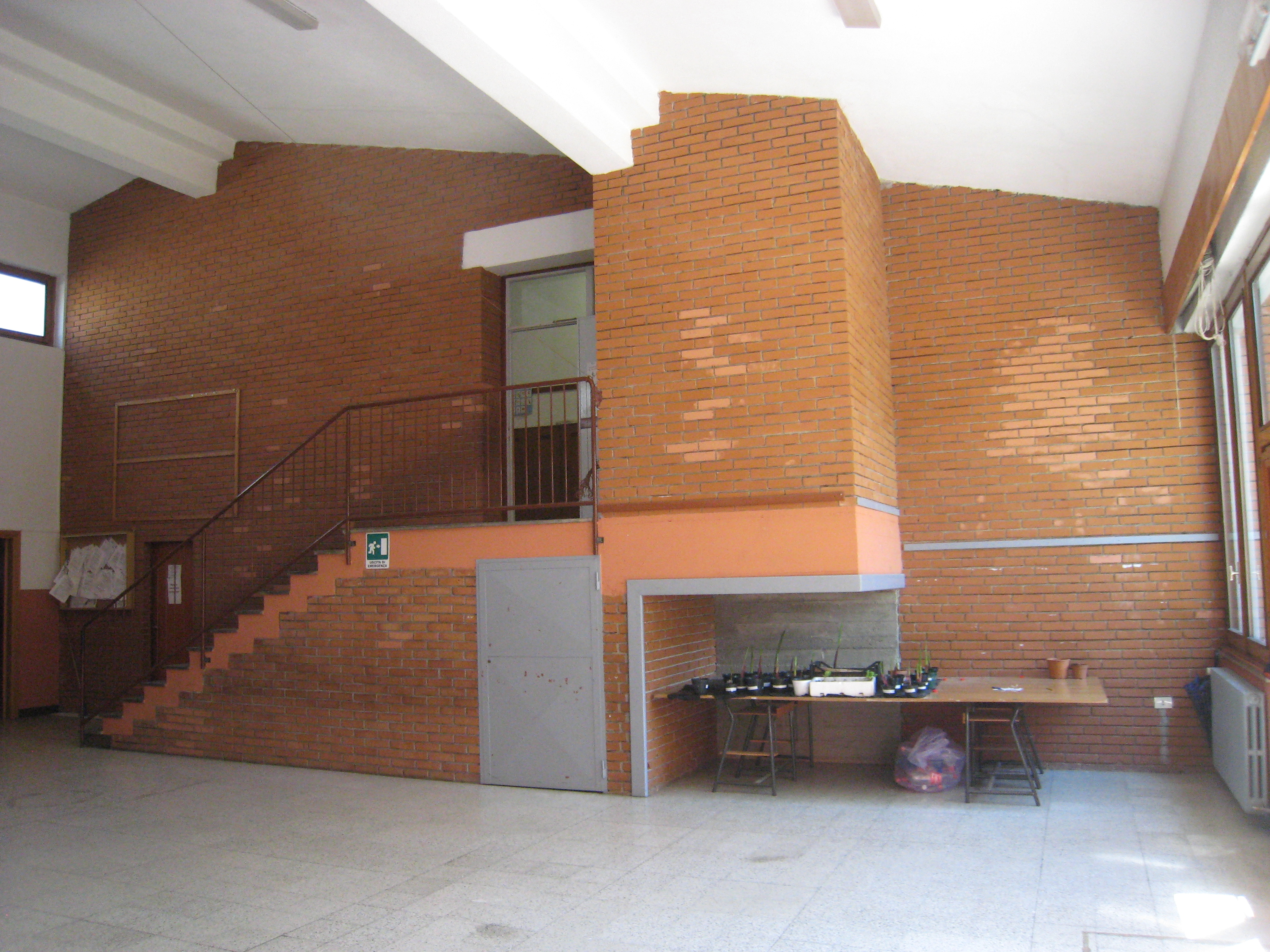
Hall intérieur de l’école primaire.